# Coppa dell'Imperatore 1939
La Coppa dell'Imperatore 1939 è stata la diciannovesima edizione della coppa nazionale giapponese di calcio.

## Formato
Viene confermato il formato con incontri ad eliminazione diretta: il numero di squadre viene elevato a otto. In caso di parità, le partite vengono prolungate sino ai tempi supplementari: nel caso in cui la situazione perduri al termine dell'incontro, si ricorre al sorteggio tramite moneta.

## Squadre partecipanti
- Bosung Colleges
- All Yonhi Colleges
- Keio BRB
- Kwansei Gakuin Daigaku
- Kobe College
- Osaka Club
- Tokyo Teikoku Dai.
- Waseda Daigaku

## Date
Tutti gli incontri si sono disputati nei campi dell'Università Meiji, a Tokyo
| Turno            | Data           |                |
| ---------------- | -------------- | -------------- |
| Quarti di finale | 9 giugno 1939  |                |
| Semifinali       | 10 giugno 1939 |                |
| Playoff finali   | 11 giugno 1939 | 11 giugno 1939 |

## Risultati

### Quarti di finale
| Squadra 1              | Risultato | Squadra 2          |
| ---------------------- | --------- | ------------------ |
| Osaka Club             | 0 - 8     | Tokyo Teikoku Dai. |
| All Yonhi Colleges     | 0 - 4     | Keio BRB           |
| Kwansei Gakuin Daigaku | 0 - 4     | Bosung Colleges    |
| Kobe College           | 0 - 6     | Waseda Daigaku     |

### Semifinali
| Squadra 1          | Risultato      | Squadra 2      |
| ------------------ | -------------- | -------------- |
| Bosung Colleges    | 2 - 2 (d.t.s.) | Waseda Daigaku |
| Tokyo Teikoku Dai. | 1 - 4          | Keio BRB       |

### Finale
| Tokyo 11 giugno 1939 | Keio BRB | 3 – 2 (d.t.s.) | Waseda University | Meiji Shrine Ground |